# ۵-هیدروپراکسید آراشیدونیک اسید
۵-هیدروپراکسید آراشیدونیک اسید (به انگلیسی: Arachidonic acid 5-hydroperoxide) با فرمول شیمیایی C۲۰H۳۲O۴ یک ترکیب شیمیایی با شناسه پاب‌کم ۵۲۸۰۷۷۸ است. که جرم مولی آن ۳۳۶٫۴۶۶  گرم بر مول می‌باشد. این ترکیب یک محصول واسطه ای در تولید لوکوترین آ۴ از آراشیدونیک اسید است.

Eicosanoid synthesis.